# Província de Llanquihue
La província de Llanquihue se situa al centre de la Regió dels Lagos, al sud de Xile. Té una superfície de 14.876,4 km² i té una població de 321.493 habitants. La seva capital provincial és la ciutat de Puerto Montt.
El clima és temperat marítim plujós, amb temperatures mitjanes de 10 °C i precipitacions de fins a 3.000 mm anuals. La vegetació és boscosa i hi destaquen espècies com el làrix, la lenga, el llorer, les molses, elslíquens i les falgueres.

## Comunes
La província està constituïda per nou comunes:
| Comuna       | Escut | Població (2017) |
| ------------ | ----- | --------------- |
| Calbuco      |       | 33.985 hab.     |
| Cochamó      |       | 4.023 hab.      |
| Fresia       |       | 12.261 hab.     |
| Frutillar    |       | 18.428 hab.     |
| Llanquihue   |       | 17.591 hab.     |
| Los Muermos  |       | 17.068 hab.     |
| Maullín      |       | 14.271 hab.     |
| Puerto Montt |       | 245.902 hab.    |
| Puerto Varas |       | 44.578 hab.     |

## Governadors provincials
| Governador                          | Partit  | Període                                   | Govern                     |
| ----------------------------------- | ------- | ----------------------------------------- | -------------------------- |
| Dictadura militar                   |         |                                           |                            |
| Mario Messen García                 | Militar | 14 de gener de 1976-4 de desembre de 1978 | Augusto Pinochet Ugarte    |
| Hugo Prado Contreras                | Militar | 4 de desembre de 1978-15 de gener de 1982 | Augusto Pinochet Ugarte    |
| Fernando Polanco Gallardo           | Militar | 15 de gener de 1982-5 de març de 1985     | Augusto Pinochet Ugarte    |
| Sergio Videla Valdebenito           | Militar | 5 de març de 1985-5 de desembre de 1988   | Augusto Pinochet Ugarte    |
| Mario Ernst Frene                   | Civil   | 5 de desembre de 1988-11 de març de 1990  | Augusto Pinochet Ugarte    |
| Recuperació de la democràcia        |         |                                           |                            |
| Gustavo Flores Santibáñez           | PR      | 11 de març de 1990-11 de març de 1994     | Patricio Aylwin Azócar     |
| Osvaldo Wistuba Vivar               | PDC     | 11 de març de 1994-3 de juliol de 1996    | Eduardo Frei Ruiz-Tagle    |
| Ramón Ricardo García Rodríguez      | PDC     | 3 de juliol de 1996-11 de març de 2000    | Eduardo Frei Ruiz-Tagle    |
| Patricio Oscar Cantos Oyarzún       | PPD     | 11 de març de 2000-29 de desembre de 2000 | Ricardo Lagos Escobar      |
| María Cristina Maeztu Vidal         | PPD     | 29 de desembre de 2000-11 de març de 2006 | Ricardo Lagos Escobar      |
| Óscar Valenzuela Meza               | PDC     | 11 de març de 2006-11 de març de 2010     | Michelle Bachelet Jeria    |
| Francisco Alejandro Muñoz Le-Breton | IND-UDI | 17 de març de 2010-11 de març de 2014     | Sebastián Piñera Echenique |
| Juan Carlos Gallardo Gallardo       | PDC     | 11 de març de 2014-11 de març de 2018     | Michelle Bachelet Jeria    |
| Leticia Tamara Oyarce Kruger        | UDI     | 11 de març de 2018 - En el càrrec         | Sebastián Piñera Echenique |